# Барынино
Барынино — деревня в Рузском районе Московской области, входящая в сельское поселение Колюбакинское. Население — 189 чел. (2010). До 2006 года Барынино было центром Барынинского сельского округа
Деревня расположена в северо-восточной части района, примерно в 12 километрах на северо-восток от Рузы, на берегу системы рыборазводных прудов, устроенных на реке Переволочня (левый приток Озерны), высота центра над уровнем моря 205 м. Ближайшие населённые пункты — Петряиха в 1,5 км на восток и в 2 км: Аннино на юго-восток и Вишенки — на юго-запад.

## Население
| 2002 | 2006 | 2010 |
| ---- | ---- | ---- |
| 156  | ↗160 | ↗189 |